# Élections départementales de 2021 dans l'Oise
Les élections départementales dans l'Oise ont lieu les 20 et 27 juin 2021.

## Contexte départemental

### Assemblée départementale sortante
Avant les élections, le conseil départemental de l'Oise est présidé par Nadège Lefebvre (LR).
Il comprend 42 conseillers départementaux issus des 21 cantons de Oise.
| Présidente du conseil départemental    |       |       |      |                           |
| Nadège Lefebvre (LR)                   |       |       |      |                           |
| Parti                                  | Sigle | Sigle | Élus | Groupes                   |
| Majorité (30 sièges)                   |       |       |      |                           |
| Les Républicains                       |       | LR    | 21   | Majorité départementale   |
| Divers droite                          |       | DVD   | 7    | Majorité départementale   |
| Union des démocrates et indépendants   |       | UDI   | 2    | Majorité départementale   |
| Opposition de gauche (8 sièges)        |       |       |      |                           |
| Parti communiste français              |       | PCF   | 4    | Communiste et républicain |
| Parti socialiste                       |       | PS    | 3    | Oise à gauche             |
| La République en marche                |       | LREM  | 1    | Oise à gauche             |
| Opposition d'extrême-droite (4 sièges) |       |       |      |                           |
| Rassemblement national                 |       | RN    | 4    | Rassemblement national    |

## Système électoral
Les élections ont lieu au scrutin majoritaire binominal à deux tours. Le système est paritaire : les candidatures sont présentées sous la forme d'un binôme composé d'une femme et d'un homme avec leurs suppléants (une femme et un homme également).
Pour être élu au premier tour, un binôme doit obtenir la majorité absolue des suffrages exprimés et un nombre de suffrages au moins égal à 25 % des électeurs inscrits. Si aucun binôme n'est élu au premier tour, seuls peuvent se présenter au second tour les binômes qui ont obtenu un nombre de suffrages au moins égal à 12,5 % des électeurs inscrits, sans possibilité pour les binômes de fusionner. Est élu au second tour le binôme qui obtient le plus grand nombre de voix.

## Résultats à l'échelle du département

### Résultats par nuances
| Binômes                  | Binômes                             | Binômes                  | Premier tour | Premier tour | Premier tour | Second tour | Second tour   | Second tour | Total | +/-           |  |
| Binômes                  | Binômes                             | Binômes                  | Voix         | %            | Sièges       | Voix        | %             | Sièges      | Total | +/-           |  |
| ------------------------ | ----------------------------------- | ------------------------ | ------------ | ------------ | ------------ | ----------- | ------------- | ----------- | ----- | ------------- |  |
|                          | Divers droite                       | DVD                      | 54 459       | 31,17        | 0            | 65 955      | 38,61         | 22          | 22    | 22            |  |
|                          | Rassemblement national              | RN                       | 44 480       | 25,46        | 0            | 37 262      | 21,82         | 0           | 0     | 4             |  |
|                          | Les Républicains                    | LR                       | 26 487       | 15,16        | 0            | 36 435      | 21,33         | 12          | 12    | Nv.           |  |
|                          | Union à gauche                      | UG                       | 13 624       | 7,80         | 0            | 2 902       | 1,70          | 0           | 0     | 4             |  |
|                          | Union à gauche avec des écologistes | UGE                      | 10 073       | 5,77         | 0            | 10 142      | 5,94          | 0           | 0     | Nv.           |  |
|                          | Parti communiste français           | COM                      | 6 137        | 3,51         | 0            | 8 605       | 5,04          | 4           | 4     | Nv.           |  |
|                          | Parti socialiste                    | SOC                      | 4 430        | 2,54         | 0            | 2 472       | 1,45          | 2           | 2     | Nv.           |  |
|                          | Écologiste                          | ECO                      | 3 740        | 2,14         | 0            | 2 572       | 1,51          | 0           | 0     | Nv.           |  |
|                          | Divers gauche                       | DVG                      | 2 911        | 1,67         | 0            | 4 463       | 2,61          | 2           | 2     | 2             |  |
|                          | La République en marche             | REM                      | 2 670        | 1,53         | 0            |             |               |             | 0     | Nv.           |  |
|                          | Parti radical de gauche             | RDG                      | 2 235        | 1,28         | 0            | 0           | Nv.           |             |       |               |  |
|                          | Divers centre                       | DVC                      | 2 192        | 1,25         | 0            | 0           | Nv.           |             |       |               |  |
|                          | La France insoumise                 | FI                       | 763          | 0,44         | 0            | 0           | Nv.           |             |       |               |  |
|                          | Droite souverainiste                | DSV                      | 498          | 0,29         | 0            | 0           | en stagnation |             |       |               |  |
|                          |                                     |                          |              |              |              |             |               |             |       |               |  |
| Suffrages exprimés       | Suffrages exprimés                  | Suffrages exprimés       | 174 699      | 96,16        |              | 170 808     | 93,04         |             |       |               |  |
| Votes blancs             | Votes blancs                        | Votes blancs             | 4 660        | 2,57         | 9 132        | 4,97        |               |             |       |               |  |
| Votes nuls               | Votes nuls                          | Votes nuls               | 2 307        | 1,27         | 3 655        | 1,99        |               |             |       |               |  |
| Total                    | Total                               | Total                    | 181 666      | 100          | 0            | 183 595     | 100           | 42          | 42    | en stagnation |  |
| Abstentions              | Abstentions                         | Abstentions              | 378 005      | 67,54        |              | 376 212     | 67,20         |             |       |               |  |
| Inscrits / participation | Inscrits / participation            | Inscrits / participation | 559 671      | 32,46        | 559 807      | 32,80       |               |             |       |               |  |

### Assemblée départementale élue
| Présidente du conseil départemental  |       |       |      |                         |
| Nadège Lefebvre (LR)                 |       |       |      |                         |
| Parti                                | Sigle | Sigle | Élus | Groupes                 |
| Majorité (34 sièges)                 |       |       |      |                         |
| Les Républicains                     |       | LR    | 21   | Majorité départementale |
| Divers droite                        |       | DVD   | 10   | Majorité départementale |
| Union des démocrates et indépendants |       | UDI   | 2    | Majorité départementale |
| Mouvement démocrate                  |       | Modem | 1    | Majorité départementale |
| Opposition (8 sièges)                |       |       |      |                         |
| Parti communiste français            |       | PCF   | 4    | Opposition              |
| Parti socialiste                     |       | PS    | 2    | Opposition              |
| Divers gauche                        |       | DVG   | 2    | Opposition              |

### Élus par canton
La droite renforce sa majorité en conquérant les cantons de Crépy-en-Valois et de Méru. L'opposition de gauche se maintient avec la perte du canton de Méru et le gain du canton de Noyon. Le scrutin est marqué par la disparition des élus RN (pertes des cantons de Crépy-en-Valois et de Noyon. 
| Canton                 | Conseiller Sortant     | Parti | Parti | Conseiller Élu         | Parti | Parti |
| ---------------------- | ---------------------- | ----- | ----- | ---------------------- | ----- | ----- |
| Beauvais-1             | Brigitte Lefebvre      |       | LR    | Brigitte Lefebvre      |       | LR    |
| Beauvais-1             | Charles Locquet        |       | DVD   | Charles Locquet        |       | DVD   |
| Beauvais-2             | Nadège Lefebvre        |       | LR    | Nadège Lefebvre        |       | LR    |
| Beauvais-2             | Franck Pia             |       | UDI   | Franck Pia             |       | UDI   |
| Chantilly              | Nicole Ladurelle       |       | LR    | Isabelle Wojtowiez     |       | LR    |
| Chantilly              | Patrice Marchand       |       | LR    | Patrice Marchand       |       | LR    |
| Chaumont-en-Vexin      | Alain Letellier        |       | LR    | Benoît Biberon         |       | DVD   |
| Chaumont-en-Vexin      | Sophie Levesque        |       | LR    | Sophie Levesque        |       | LR    |
| Clermont               | Édouard Courtial       |       | LR    | Maxime Minot           |       | LR    |
| Clermont               | Ophélie Van-Elsuwe     |       | LR    | Ophélie Van-Elsuwe     |       | LR    |
| Compiègne-1            | Danielle Carlier       |       | DVD   | Danielle Carlier       |       | DVD   |
| Compiègne-1            | Éric de Valroger       |       | LR    | Éric de Valroger       |       | LR    |
| Compiègne-2            | Sandrine de Figueiredo |       | UDI   | Sandrine de Figueiredo |       | UDI   |
| Compiègne-2            | Jean Desessart         |       | LR    | Jean Desessart         |       | LR    |
| Creil                  | Dominique Lavalette    |       | PS    | Dominique Lavalette    |       | PS    |
| Creil                  | Adnane Akabli          |       | PS    | Adnane Akabli          |       | PS    |
| Crépy-en-Valois        | Béatrice Gouraud       |       | RN    | Véronique Cavaletti    |       | DVD   |
| Crépy-en-Valois        | Jean-Paul Letourneur   |       | RN    | Luc Chapoton           |       | MoDem |
| Estrées-Saint-Denis    | Anais Dhamy            |       | LR    | Anais Dhamy            |       | LR    |
| Estrées-Saint-Denis    | Patrice Fontaine       |       | LR    | Patrice Fontaine       |       | LR    |
| Grandvilliers          | Martine Borgoo         |       | DVD   | Martine Borgoo         |       | DVD   |
| Grandvilliers          | Gérard Decorde         |       | LR    | Pascal Verbeke         |       | DVD   |
| Méru                   | Ilham Alet             |       | LREM  | Frédérique Leblanc     |       | LR    |
| Méru                   | Gérard Auger           |       | PS    | Bruno Caleiro          |       | LR    |
| Montataire             | Jean-Pierre Bosino     |       | PCF   | Jean-Pierre Bosino     |       | PCF   |
| Montataire             | Catherine Dailly       |       | PCF   | Catherine Dailly       |       | PCF   |
| Mouy                   | Anne Fumery            |       | DVD   | Anne Fumery            |       | DVD   |
| Mouy                   | Olivier Paccaud        |       | LR    | Olivier Paccaud        |       | LR    |
| Nanteuil-le-Haudouin   | Nicole Colin           |       | LR    | Nicole Colin           |       | LR    |
| Nanteuil-le-Haudouin   | Gilles Sellier         |       | LR    | Gilles Sellier         |       | LR    |
| Nogent-sur-Oise        | Christophe Dietrich    |       | LR    | Christophe Dietrich    |       | LR    |
| Nogent-sur-Oise        | Gillian Roux           |       | LR    | Gillian Roux           |       | LR    |
| Noyon                  | Michel Guiniot         |       | RN    | Corinne Achin          |       | DVG   |
| Noyon                  | Nathalie Jorand        |       | RN    | Thibault Delavenne     |       | PRG   |
| Pont-Sainte-Maxence    | Arnaud Dumontier       |       | LR    | Arnaud Dumontier       |       | LR    |
| Pont-Sainte-Maxence    | Khristine Foyart       |       | DVD   | Teresa Dias            |       | DVD   |
| Saint-Just-en-Chaussée | Nicole Cordier         |       | DVD   | Nicole Cordier         |       | DVD   |
| Saint-Just-en-Chaussée | Frans Desmedt          |       | LR    | Frans Desmedt          |       | LR    |
| Senlis                 | Jérôme Bascher         |       | LR    | Jérôme Bascher         |       | LR    |
| Senlis                 | Corry Neau             |       | LR    | Corry Neau             |       | LR    |
| Thourotte              | Hélène Balitout        |       | PCF   | Hélène Balitout        |       | PCF   |
| Thourotte              | Sébastien Nancel       |       | PCF   | Sébastien Nancel       |       | PCF   |

## Résultats par canton
Les binômes sont présentés par ordre décroissant des résultats au premier tour. En cas de victoire au second tour du binôme arrivé en deuxième place au premier, ses résultats sont indiqués en gras.

### Canton de Beauvais-1
| Candidats                | Candidats                | Partis                   | Nuance                   | Premier tour | Premier tour | Second tour | Second tour |
| Candidats                | Candidats                | Partis                   | Nuance                   | Voix         | %            | Voix        | %           |
| ------------------------ | ------------------------ | ------------------------ | ------------------------ | ------------ | ------------ | ----------- | ----------- |
|                          | Brigitte Lefebvre        | LR                       | DVD                      | 3 622        | 50,10        | 4 487       | 63,19       |
|                          | Charles Locquet          | DVD                      | DVD                      | 3 622        | 50,10        | 4 487       | 63,19       |
|                          | Thierry Aury             | PCF                      | UGE                      | 2 044        | 28,27        | 2 614       | 36,81       |
|                          | Dominique Clinckemaillie | EÉLV                     | UGE                      | 2 044        | 28,27        | 2 614       | 36,81       |
|                          | David Magnier            | RN                       | RN                       | 1 564        | 21,63        |             |             |
|                          | Claire Marais-Beuil      | RN                       | RN                       | 1 564        | 21,63        |             |             |
|                          |                          |                          |                          |              |              |             |             |
| Suffrages exprimés       | Suffrages exprimés       | Suffrages exprimés       | Suffrages exprimés       | 7 230        | 96,53        | 7 101       | 92,22       |
| Votes blancs             | Votes blancs             | Votes blancs             | Votes blancs             | 161          | 2,15         | 396         | 5,14        |
| Votes nuls               | Votes nuls               | Votes nuls               | Votes nuls               | 99           | 1,32         | 203         | 2,64        |
| Total                    | Total                    | Total                    | Total                    | 7 490        | 100          | 7 700       | 100         |
| Abstention               | Abstention               | Abstention               | Abstention               | 18 417       | 71,09        | 18 206      | 70,28       |
| Inscrits / participation | Inscrits / participation | Inscrits / participation | Inscrits / participation | 25 907       | 28,91        | 25 906      | 29,72       |

### Canton de Beauvais-2
| Candidats                | Candidats                | Partis                   | Nuance                   | Premier tour | Premier tour | Second tour | Second tour |
| Candidats                | Candidats                | Partis                   | Nuance                   | Voix         | %            | Voix        | %           |
| ------------------------ | ------------------------ | ------------------------ | ------------------------ | ------------ | ------------ | ----------- | ----------- |
|                          | Nadège Lefebvre          | LR                       | DVD                      | 5 467        | 56,51        | 7 079       | 73,53       |
|                          | Franck Pia               | UDI                      | DVD                      | 5 467        | 56,51        | 7 079       | 73,53       |
|                          | Véronique Boulanger      | RN                       | RN                       | 2 452        | 25,35        | 2 548       | 26,47       |
|                          | Julien Hoderbaum         | RN                       | RN                       | 2 452        | 25,35        | 2 548       | 26,47       |
|                          | Anne Faburel             | G.s                      | UG                       | 1 755        | 18,14        |             |             |
|                          | Patrick Gaillard         | PS                       | UG                       | 1 755        | 18,14        |             |             |
|                          |                          |                          |                          |              |              |             |             |
| Suffrages exprimés       | Suffrages exprimés       | Suffrages exprimés       | Suffrages exprimés       | 9 674        | 96,68        | 9 627       | 93,39       |
| Votes blancs             | Votes blancs             | Votes blancs             | Votes blancs             | 211          | 2,11         | 464         | 4,50        |
| Votes nuls               | Votes nuls               | Votes nuls               | Votes nuls               | 121          | 1,21         | 217         | 2,11        |
| Total                    | Total                    | Total                    | Total                    | 10 006       | 100          | 10 308      | 100         |
| Abstention               | Abstention               | Abstention               | Abstention               | 21 615       | 68,36        | 21 316      | 67,40       |
| Inscrits / participation | Inscrits / participation | Inscrits / participation | Inscrits / participation | 31 621       | 31,64        | 31 624      | 32,60       |

### Canton de Chantilly
| Candidats                | Candidats                | Partis                   | Nuance                   | Premier tour | Premier tour | Second tour | Second tour |
| Candidats                | Candidats                | Partis                   | Nuance                   | Voix         | %            | Voix        | %           |
| ------------------------ | ------------------------ | ------------------------ | ------------------------ | ------------ | ------------ | ----------- | ----------- |
|                          | Patrice Marchand         | LR                       | LR                       | 4 988        | 51,51        | 7 511       | 79,55       |
|                          | Isabelle Wojtowiez       | LR                       | LR                       | 4 988        | 51,51        | 7 511       | 79,55       |
|                          | Philippe Leroy           | RN                       | RN                       | 1 864        | 19,25        | 1 931       | 20,45       |
|                          | Martine Million          | RN                       | RN                       | 1 864        | 19,25        | 1 931       | 20,45       |
|                          | Jean-François Homassel   | EÉLV                     | ECO                      | 1 794        | 18,53        |             |             |
|                          | Aline Plancke            | EÉLV                     | ECO                      | 1 794        | 18,53        |             |             |
|                          | Samy-Marc Larous         | LREM                     | REM                      | 1 037        | 10,71        |             |             |
|                          | Céline Pouilly           | LREM                     | REM                      | 1 037        | 10,71        |             |             |
|                          |                          |                          |                          |              |              |             |             |
| Suffrages exprimés       | Suffrages exprimés       | Suffrages exprimés       | Suffrages exprimés       | 9 683        | 97,15        | 9 442       | 93,55       |
| Votes blancs             | Votes blancs             | Votes blancs             | Votes blancs             | 188          | 1,89         | 500         | 4,95        |
| Votes nuls               | Votes nuls               | Votes nuls               | Votes nuls               | 96           | 0,96         | 151         | 1,50        |
| Total                    | Total                    | Total                    | Total                    | 9 967        | 100          | 10 093      | 100         |
| Abstention               | Abstention               | Abstention               | Abstention               | 20 557       | 67,35        | 20 437      | 66,94       |
| Inscrits / participation | Inscrits / participation | Inscrits / participation | Inscrits / participation | 30 524       | 32,65        | 30 530      | 33,06       |

### Canton de Chaumont-en-Vexin
| Candidats                | Candidats                | Partis                   | Nuance                   | Premier tour | Premier tour | Second tour | Second tour |
| Candidats                | Candidats                | Partis                   | Nuance                   | Voix         | %            | Voix        | %           |
| ------------------------ | ------------------------ | ------------------------ | ------------------------ | ------------ | ------------ | ----------- | ----------- |
|                          | Benoit Biberon           | LR                       | DVD                      | 5 815        | 52,89        | 7 267       | 67,59       |
|                          | Sophie Levesque          | LR                       | DVD                      | 5 815        | 52,89        | 7 267       | 67,59       |
|                          | Florence Italiani        | RN                       | RN                       | 3 370        | 30,65        | 3 485       | 32,41       |
|                          | Sébastien Turin          | RN                       | RN                       | 3 370        | 30,65        | 3 485       | 32,41       |
|                          | Gérard Chatin            | PS                       | UG                       | 1 809        | 16,45        |             |             |
|                          | Ismahan Doudouh          | DVG                      | UG                       | 1 809        | 16,45        |             |             |
|                          |                          |                          |                          |              |              |             |             |
| Suffrages exprimés       | Suffrages exprimés       | Suffrages exprimés       | Suffrages exprimés       | 10 994       | 95,82        | 10 752      | 93,19       |
| Votes blancs             | Votes blancs             | Votes blancs             | Votes blancs             | 346          | 3,02         | 570         | 4,94        |
| Votes nuls               | Votes nuls               | Votes nuls               | Votes nuls               | 134          | 1,17         | 216         | 1,87        |
| Total                    | Total                    | Total                    | Total                    | 11 474       | 100          | 11 538      | 100         |
| Abstention               | Abstention               | Abstention               | Abstention               | 22 009       | 65,73        | 21 950      | 65,55       |
| Inscrits / participation | Inscrits / participation | Inscrits / participation | Inscrits / participation | 33 483       | 34,27        | 33 488      | 34,45       |

### Canton de Clermont
| Candidats                | Candidats                | Partis                   | Nuance                   | Premier tour | Premier tour | Second tour | Second tour |
| Candidats                | Candidats                | Partis                   | Nuance                   | Voix         | %            | Voix        | %           |
| ------------------------ | ------------------------ | ------------------------ | ------------------------ | ------------ | ------------ | ----------- | ----------- |
|                          | Maxime Minot             | LR                       | DVD                      | 4 506        | 50,85        | 5 670       | 66,15       |
|                          | Ophélie Van Elsuwe       | LR                       | DVD                      | 4 506        | 50,85        | 5 670       | 66,15       |
|                          | Denis Dupuis             | PCF                      | UG                       | 2 402        | 27,11        | 2 902       | 33,85       |
|                          | Mirjana Jakovljevic      | PS                       | UG                       | 2 402        | 27,11        | 2 902       | 33,85       |
|                          | Jean-Claude Barbery      | RN                       | RN                       | 1 953        | 22,04        |             |             |
|                          | Mylène Baumgarth         | RN                       | RN                       | 1 953        | 22,04        |             |             |
|                          |                          |                          |                          |              |              |             |             |
| Suffrages exprimés       | Suffrages exprimés       | Suffrages exprimés       | Suffrages exprimés       | 8 861        | 96,23        | 8 572       | 93,73       |
| Votes blancs             | Votes blancs             | Votes blancs             | Votes blancs             | 225          | 2,44         | 406         | 4,44        |
| Votes nuls               | Votes nuls               | Votes nuls               | Votes nuls               | 122          | 1,32         | 167         | 1,83        |
| Total                    | Total                    | Total                    | Total                    | 9 208        | 100          | 9 145       | 100         |
| Abstention               | Abstention               | Abstention               | Abstention               | 16 514       | 64,20        | 16 589      | 64,46       |
| Inscrits / participation | Inscrits / participation | Inscrits / participation | Inscrits / participation | 25 722       | 35,80        | 25 734      | 35,54       |

### Canton de Compiègne-1
| Candidats                | Candidats                    | Partis                   | Nuance                   | Premier tour | Premier tour | Second tour | Second tour |
| Candidats                | Candidats                    | Partis                   | Nuance                   | Voix         | %            | Voix        | %           |
| ------------------------ | ---------------------------- | ------------------------ | ------------------------ | ------------ | ------------ | ----------- | ----------- |
|                          | Danielle Carlier             | DVD                      | LR                       | 4 415        | 46,30        | 6 553       | 71,81       |
|                          | Éric de Valroger             | LR                       | LR                       | 4 415        | 46,30        | 6 553       | 71,81       |
|                          | Michel Jeannerot             | EÉLV                     | ECO                      | 1 946        | 20,41        | 2 572       | 28,19       |
|                          | Paule Sesboue                | EÉLV                     | ECO                      | 1 946        | 20,41        | 2 572       | 28,19       |
|                          | Audrey Havez                 | RN                       | RN                       | 1 838        | 19,28        |             |             |
|                          | François Gachignard          | RN                       | RN                       | 1 838        | 19,28        |             |             |
|                          | Étienne Diot                 | DVC                      | DVC                      | 1 336        | 14,01        |             |             |
|                          | Emmanuelle Guillaume-Monnery | DVC                      | DVC                      | 1 336        | 14,01        |             |             |
|                          |                              |                          |                          |              |              |             |             |
| Suffrages exprimés       | Suffrages exprimés           | Suffrages exprimés       | Suffrages exprimés       | 9 535        | 96,81        | 9 125       | 93,32       |
| Votes blancs             | Votes blancs                 | Votes blancs             | Votes blancs             | 203          | 2,03         | 446         | 4,56        |
| Votes nuls               | Votes nuls                   | Votes nuls               | Votes nuls               | 111          | 1,13         | 207         | 2,12        |
| Total                    | Total                        | Total                    | Total                    | 9 849        | 100          | 9 778       | 100         |
| Abstention               | Abstention                   | Abstention               | Abstention               | 17 823       | 64,41        | 17 926      | 64,71       |
| Inscrits / participation | Inscrits / participation     | Inscrits / participation | Inscrits / participation | 27 672       | 35,59        | 27 704      | 35,29       |

### Canton de Compiègne-2
| Candidats                | Candidats                | Partis                   | Nuance                   | Premier tour | Premier tour | Second tour | Second tour |
| Candidats                | Candidats                | Partis                   | Nuance                   | Voix         | %            | Voix        | %           |
| ------------------------ | ------------------------ | ------------------------ | ------------------------ | ------------ | ------------ | ----------- | ----------- |
|                          | Sandrine de Figueiredo   | UDI                      | DVD                      | 4 350        | 47,25        | 5 690       | 63,90       |
|                          | Jean Desessart           | LR                       | DVD                      | 4 350        | 47,25        | 5 690       | 63,90       |
|                          | Valérie Bataillard       | EÉLV                     | UGE                      | 2 671        | 29,01        | 3 214       | 36,10       |
|                          | Bertrand Brassens        | PS                       | UGE                      | 2 671        | 29,01        | 3 214       | 36,10       |
|                          | Jean-Marc Branche        | RN                       | RN                       | 2 186        | 23,74        |             |             |
|                          | Myriam Lamzoudi          | RN                       | RN                       | 2 186        | 23,74        |             |             |
|                          |                          |                          |                          |              |              |             |             |
| Suffrages exprimés       | Suffrages exprimés       | Suffrages exprimés       | Suffrages exprimés       | 9 207        | 95,94        | 8 904       | 92,44       |
| Votes blancs             | Votes blancs             | Votes blancs             | Votes blancs             | 259          | 2,70         | 501         | 5,20        |
| Votes nuls               | Votes nuls               | Votes nuls               | Votes nuls               | 131          | 1,37         | 227         | 2,36        |
| Total                    | Total                    | Total                    | Total                    | 9 597        | 100          | 9 632       | 100         |
| Abstention               | Abstention               | Abstention               | Abstention               | 20 911       | 68,54        | 20 881      | 68,43       |
| Inscrits / participation | Inscrits / participation | Inscrits / participation | Inscrits / participation | 30 508       | 31,46        | 30 513      | 31,57       |

### Canton de Creil
| Candidats                | Candidats                | Partis                   | Nuance                   | Premier tour | Premier tour | Second tour | Second tour |
| Candidats                | Candidats                | Partis                   | Nuance                   | Voix         | %            | Voix        | %           |
| ------------------------ | ------------------------ | ------------------------ | ------------------------ | ------------ | ------------ | ----------- | ----------- |
|                          | Adnane Akabli            | PS                       | SOC                      | 1 555        | 36,24        | 2 472       | 53,01       |
|                          | Dominique Lavalette      | PS                       | SOC                      | 1 555        | 36,24        | 2 472       | 53,01       |
|                          | Sylvie Duchatelle        | LR                       | DVD                      | 1 364        | 31,79        | 2 191       | 46,99       |
|                          | Philippe Kellner         | DVD                      | DVD                      | 1 364        | 31,79        | 2 191       | 46,99       |
|                          | Éric Lhote               | RN                       | RN                       | 756          | 17,62        |             |             |
|                          | Irina Samoylova          | RN                       | RN                       | 756          | 17,62        |             |             |
|                          | Anne-Laure Combet        | DVG                      | DVG                      | 616          | 14,36        |             |             |
|                          | Omar Yaqoob              | DVG                      | DVG                      | 616          | 14,36        |             |             |
|                          |                          |                          |                          |              |              |             |             |
| Suffrages exprimés       | Suffrages exprimés       | Suffrages exprimés       | Suffrages exprimés       | 4 291        | 96,54        | 4 663       | 94,66       |
| Votes blancs             | Votes blancs             | Votes blancs             | Votes blancs             | 103          | 2,32         | 179         | 3,63        |
| Votes nuls               | Votes nuls               | Votes nuls               | Votes nuls               | 51           | 1,15         | 84          | 1,71        |
| Total                    | Total                    | Total                    | Total                    | 4 445        | 100          | 4 926       | 100         |
| Abstention               | Abstention               | Abstention               | Abstention               | 14 670       | 76,75        | 14 189      | 74,23       |
| Inscrits / participation | Inscrits / participation | Inscrits / participation | Inscrits / participation | 19 115       | 23,25        | 19 115      | 25,77       |

### Canton de Crépy-en-Valois
| Candidats                | Candidats                | Partis                   | Nuance                   | Premier tour | Premier tour | Second tour | Second tour |
| Candidats                | Candidats                | Partis                   | Nuance                   | Voix         | %            | Voix        | %           |
| ------------------------ | ------------------------ | ------------------------ | ------------------------ | ------------ | ------------ | ----------- | ----------- |
|                          | Véronique Cavaletti      | DVD                      | DVD                      | 2 081        | 29,34        | 4 570       | 64,55       |
|                          | Luc Chapoton             | MoDem                    | DVD                      | 2 081        | 29,34        | 4 570       | 64,55       |
|                          | Alain Aubigny            | RN                       | RN                       | 2 010        | 28,34        | 2 510       | 35,45       |
|                          | Françoise Baron          | RN                       | RN                       | 2 010        | 28,34        | 2 510       | 35,45       |
|                          | Fabrice Dalongeville     | PRG                      | UG                       | 1 944        | 27,41        |             |             |
|                          | Natacha Lamontagne       | PCF                      | UG                       | 1 944        | 27,41        |             |             |
|                          | Gabriel Melaimi          | LR                       | DVD                      | 738          | 10,4         |             |             |
|                          | Anke Meunier             | DVD                      | DVD                      | 738          | 10,4         |             |             |
|                          | Fabrice Lebée            | DVD                      | DVC                      | 320          | 4,51         |             |             |
|                          | Magali Loreau            | DVD                      | DVC                      | 320          | 4,51         |             |             |
|                          |                          |                          |                          |              |              |             |             |
| Suffrages exprimés       | Suffrages exprimés       | Suffrages exprimés       | Suffrages exprimés       | 7 093        | 95,21        | 7 080       | 91,07       |
| Votes blancs             | Votes blancs             | Votes blancs             | Votes blancs             | 238          | 3,19         | 488         | 6,28        |
| Votes nuls               | Votes nuls               | Votes nuls               | Votes nuls               | 119          | 1,60         | 206         | 2,65        |
| Total                    | Total                    | Total                    | Total                    | 7 450        | 100          | 7 774       | 100         |
| Abstention               | Abstention               | Abstention               | Abstention               | 17 572       | 70,23        | 17 256      | 68,94       |
| Inscrits / participation | Inscrits / participation | Inscrits / participation | Inscrits / participation | 25 022       | 29,77        | 25 030      | 31,06       |

### Canton d'Estrées-Saint-Denis
| Candidats                | Candidats                    | Partis                   | Nuance                   | Premier tour | Premier tour | Second tour | Second tour |
| Candidats                | Candidats                    | Partis                   | Nuance                   | Voix         | %            | Voix        | %           |
| ------------------------ | ---------------------------- | ------------------------ | ------------------------ | ------------ | ------------ | ----------- | ----------- |
|                          | Anaïs Dhamy                  | LR                       | LR                       | 5 610        | 52,93        | 7 135       | 69,98       |
|                          | Patrice Fontaine             | LR                       | LR                       | 5 610        | 52,93        | 7 135       | 69,98       |
|                          | Vanessa Balcerski            | RN                       | RN                       | 3 000        | 28,30        | 3 061       | 30,02       |
|                          | Julien Geoffroy              | RN                       | RN                       | 3 000        | 28,30        | 3 061       | 30,02       |
|                          | Baptiste de Fresse de Monval | EÉLV                     | UGE                      | 1 989        | 18,77        |             |             |
|                          | Stéphanie Pocholle           | PCF                      | UGE                      | 1 989        | 18,77        |             |             |
|                          |                              |                          |                          |              |              |             |             |
| Suffrages exprimés       | Suffrages exprimés           | Suffrages exprimés       | Suffrages exprimés       | 10 599       | 95,83        | 10 196      | 92,88       |
| Votes blancs             | Votes blancs                 | Votes blancs             | Votes blancs             | 303          | 2,74         | 541         | 4,93        |
| Votes nuls               | Votes nuls                   | Votes nuls               | Votes nuls               | 158          | 1,43         | 241         | 2,20        |
| Total                    | Total                        | Total                    | Total                    | 11 060       | 100          | 10 978      | 100         |
| Abstention               | Abstention                   | Abstention               | Abstention               | 20 176       | 64,59        | 20 260      | 64,86       |
| Inscrits / participation | Inscrits / participation     | Inscrits / participation | Inscrits / participation | 31 236       | 35,41        | 31 238      | 35,14       |

### Canton de Grandvilliers
| Candidats                | Candidats                | Partis                   | Nuance                   | Premier tour | Premier tour | Second tour | Second tour |
| Candidats                | Candidats                | Partis                   | Nuance                   | Voix         | %            | Voix        | %           |
| ------------------------ | ------------------------ | ------------------------ | ------------------------ | ------------ | ------------ | ----------- | ----------- |
|                          | Martine Borgoo           | DVD                      | DVD                      | 5 296        | 48,43        | 6 919       | 66,17       |
|                          | Pascal Verbeke           | DVD                      | DVD                      | 5 296        | 48,43        | 6 919       | 66,17       |
|                          | Jean-Jacques Adoux       | RN                       | RN                       | 3 405        | 31,14        | 3 537       | 33,83       |
|                          | Florence Couppey         | RN                       | RN                       | 3 405        | 31,14        | 3 537       | 33,83       |
|                          | Patrick Périmony         | PRG                      | RDG                      | 2 235        | 20,44        |             |             |
|                          | Roseline Pinel           | PRG                      | RDG                      | 2 235        | 20,44        |             |             |
|                          |                          |                          |                          |              |              |             |             |
| Suffrages exprimés       | Suffrages exprimés       | Suffrages exprimés       | Suffrages exprimés       | 10 936       | 95,80        | 10 456      | 93,37       |
| Votes blancs             | Votes blancs             | Votes blancs             | Votes blancs             | 319          | 2,79         | 536         | 4,79        |
| Votes nuls               | Votes nuls               | Votes nuls               | Votes nuls               | 161          | 1,41         | 206         | 1,84        |
| Total                    | Total                    | Total                    | Total                    | 11 416       | 100          | 11 198      | 100         |
| Abstention               | Abstention               | Abstention               | Abstention               | 18 505       | 61,85        | 18 731      | 62,58       |
| Inscrits / participation | Inscrits / participation | Inscrits / participation | Inscrits / participation | 29 921       | 38,15        | 29 929      | 37,42       |

### Canton de Méru
| Candidats                | Candidats                    | Partis                   | Nuance                   | Premier tour | Premier tour | Second tour | Second tour |
| Candidats                | Candidats                    | Partis                   | Nuance                   | Voix         | %            | Voix        | %           |
| ------------------------ | ---------------------------- | ------------------------ | ------------------------ | ------------ | ------------ | ----------- | ----------- |
|                          | Bruno Caleiro                | LR                       | DVD                      | 2 712        | 36,29        | 4 818       | 64,66       |
|                          | Frédérique Leblanc           | LR                       | DVD                      | 2 712        | 36,29        | 4 818       | 64,66       |
|                          | Marie-Christine Baudin-Chenu | RN                       | RN                       | 2 406        | 32,20        | 2 633       | 35,34       |
|                          | Alexandre Sabatou            | RN                       | RN                       | 2 406        | 32,20        | 2 633       | 35,34       |
|                          | Marie-Hélène Davos           | PS                       | SOC                      | 1 087        | 14,55        |             |             |
|                          | Hervé de Deroy               | PS                       | SOC                      | 1 087        | 14,55        |             |             |
|                          | Ilham Alet                   | LREM                     | REM                      | 859          | 11,49        |             |             |
|                          | Jérôme Furet                 | LREM                     | REM                      | 859          | 11,49        |             |             |
|                          | Sandrine Coquerie            | LFI                      | FI                       | 409          | 5,47         |             |             |
|                          | Didier Dumont                | LFI                      | FI                       | 409          | 5,47         |             |             |
|                          |                              |                          |                          |              |              |             |             |
| Suffrages exprimés       | Suffrages exprimés           | Suffrages exprimés       | Suffrages exprimés       | 7 473        | 95,91        | 7 451       | 93,37       |
| Votes blancs             | Votes blancs                 | Votes blancs             | Votes blancs             | 206          | 2,64         | 379         | 4,75        |
| Votes nuls               | Votes nuls                   | Votes nuls               | Votes nuls               | 113          | 1,45         | 150         | 1,88        |
| Total                    | Total                        | Total                    | Total                    | 7 792        | 100          | 7 980       | 100         |
| Abstention               | Abstention                   | Abstention               | Abstention               | 22 424       | 74,21        | 22 242      | 73,60       |
| Inscrits / participation | Inscrits / participation     | Inscrits / participation | Inscrits / participation | 30 216       | 25,79        | 30 222      | 26,40       |

### Canton de Montataire
| Candidats                | Candidats                | Partis                   | Nuance                   | Premier tour | Premier tour | Second tour | Second tour |
| Candidats                | Candidats                | Partis                   | Nuance                   | Voix         | %            | Voix        | %           |
| ------------------------ | ------------------------ | ------------------------ | ------------------------ | ------------ | ------------ | ----------- | ----------- |
|                          | Jean-Pierre Bosino       | PCF                      | COM                      | 2 009        | 31,70        | 3 444       | 56,47       |
|                          | Catherine Dailly         | PCF                      | COM                      | 2 009        | 31,70        | 3 444       | 56,47       |
|                          | Grégory Fiquet           | RN                       | RN                       | 1 866        | 29,44        | 2 655       | 43,53       |
|                          | Emeline Gary             | RN                       | RN                       | 1 866        | 29,44        | 2 655       | 43,53       |
|                          | Patrick Corbel           | LR                       | DVD                      | 1 335        | 21,06        |             |             |
|                          | Françoise Testart        | DVD                      | DVD                      | 1 335        | 21,06        |             |             |
|                          | Jérôme Jan               | LREM                     | REM                      | 774          | 12,21        |             |             |
|                          | Marie-Christine Salmona  | LREM                     | REM                      | 774          | 12,21        |             |             |
|                          | Guy Friadt               | LFI                      | FI                       | 353          | 5,59         |             |             |
|                          | Zouulikha Oualaouch      | LFI                      | FI                       | 353          | 5,59         |             |             |
|                          |                          |                          |                          |              |              |             |             |
| Suffrages exprimés       | Suffrages exprimés       | Suffrages exprimés       | Suffrages exprimés       | 6 338        | 95,81        | 6 099       | 90,40       |
| Votes blancs             | Votes blancs             | Votes blancs             | Votes blancs             | 179          | 2,71         | 498         | 7,38        |
| Votes nuls               | Votes nuls               | Votes nuls               | Votes nuls               | 98           | 1,48         | 150         | 2,22        |
| Total                    | Total                    | Total                    | Total                    | 6 615        | 100          | 6 747       | 100         |
| Abstention               | Abstention               | Abstention               | Abstention               | 16 693       | 71,62        | 16 565      | 71,06       |
| Inscrits / participation | Inscrits / participation | Inscrits / participation | Inscrits / participation | 23 308       | 28,38        | 23 312      | 28,94       |

### Canton de Mouy
| Candidats                | Candidats                | Partis                   | Nuance                   | Premier tour | Premier tour | Second tour | Second tour |
| Candidats                | Candidats                | Partis                   | Nuance                   | Voix         | %            | Voix        | %           |
| ------------------------ | ------------------------ | ------------------------ | ------------------------ | ------------ | ------------ | ----------- | ----------- |
|                          | Anne Fumery              | DVD                      | DVD                      | 4 992        | 56,05        | 6 079       | 70,64       |
|                          | Olivier Paccaud          | LR                       | DVD                      | 4 992        | 56,05        | 6 079       | 70,64       |
|                          | Stéphane Mansion         | RN                       | RN                       | 2 345        | 26,33        | 2 527       | 29,36       |
|                          | Caroline Picard          | RN                       | RN                       | 2 345        | 26,33        | 2 527       | 29,36       |
|                          | Caroline Besse           | PCF                      | UG                       | 1 569        | 17,62        |             |             |
|                          | Salim Lteif              | G.s                      | UG                       | 1 569        | 17,62        |             |             |
|                          |                          |                          |                          |              |              |             |             |
| Suffrages exprimés       | Suffrages exprimés       | Suffrages exprimés       | Suffrages exprimés       | 8 906        | 97,02        | 8 606       | 93,30       |
| Votes blancs             | Votes blancs             | Votes blancs             | Votes blancs             | 184          | 2,00         | 442         | 4,79        |
| Votes nuls               | Votes nuls               | Votes nuls               | Votes nuls               | 90           | 0,98         | 176         | 1,91        |
| Total                    | Total                    | Total                    | Total                    | 9 180        | 100          | 9 224       | 100         |
| Abstention               | Abstention               | Abstention               | Abstention               | 17 390       | 65,45        | 17 349      | 65,29       |
| Inscrits / participation | Inscrits / participation | Inscrits / participation | Inscrits / participation | 26 570       | 34,55        | 26 573      | 34,71       |

### Canton de Nanteuil-le-Haudouin
| Candidats                | Candidats                | Partis                   | Nuance                   | Premier tour | Premier tour | Second tour | Second tour |
| Candidats                | Candidats                | Partis                   | Nuance                   | Voix         | %            | Voix        | %           |
| ------------------------ | ------------------------ | ------------------------ | ------------------------ | ------------ | ------------ | ----------- | ----------- |
|                          | Nicole Colin             | LR                       | LR                       | 3 105        | 44,75        | 4 430       | 66,59       |
|                          | Gilles Sellier           | LR                       | LR                       | 3 105        | 44,75        | 4 430       | 66,59       |
|                          | Danielle Ben Bouaziz     | RN                       | RN                       | 2 046        | 29,49        | 2 223       | 33,41       |
|                          | Yoann Czykalo            | RN                       | RN                       | 2 046        | 29,49        | 2 223       | 33,41       |
|                          | Stéphanie Defaux         | PS                       | SOC                      | 1 788        | 25,77        |             |             |
|                          | Jean-Paul Douet          | PS                       | SOC                      | 1 788        | 25,77        |             |             |
|                          |                          |                          |                          |              |              |             |             |
| Suffrages exprimés       | Suffrages exprimés       | Suffrages exprimés       | Suffrages exprimés       | 6 939        | 95,82        | 7 753       | 92,29       |
| Votes blancs             | Votes blancs             | Votes blancs             | Votes blancs             | 240          | 3,31         | 425         | 5,90        |
| Votes nuls               | Votes nuls               | Votes nuls               | Votes nuls               | 63           | 0,87         | 131         | 1,82        |
| Total                    | Total                    | Total                    | Total                    | 7 242        | 100          | 7 209       | 100         |
| Abstention               | Abstention               | Abstention               | Abstention               | 14 883       | 67,27        | 14 930      | 67,44       |
| Inscrits / participation | Inscrits / participation | Inscrits / participation | Inscrits / participation | 22 125       | 32,71        | 22 139      | 32,56       |

### Canton de Nogent-sur-Oise
| Candidats                | Candidats                | Partis                   | Nuance                   | Premier tour | Premier tour | Second tour | Second tour |
| Candidats                | Candidats                | Partis                   | Nuance                   | Voix         | %            | Voix        | %           |
| ------------------------ | ------------------------ | ------------------------ | ------------------------ | ------------ | ------------ | ----------- | ----------- |
|                          | Christophe Dietrich      | LR                       | DVD                      | 2 176        | 38,38        | 3 512       | 61,45       |
|                          | Gillian Roux             | LR                       | DVD                      | 2 176        | 38,38        | 3 512       | 61,45       |
|                          | Lauriane Leriche         | EÉLV                     | UGE                      | 1 564        | 27,58        | 2 203       | 38,55       |
|                          | Gérard Weyn              | PS                       | UGE                      | 1 564        | 27,58        | 2 203       | 38,55       |
|                          | Guillaume Grazda         | RN                       | RN                       | 1 124        | 19,82        |             |             |
|                          | Claude Poitou            | RN                       | RN                       | 1 124        | 19,82        |             |             |
|                          | Patricia Richard         | LREM                     | DVC                      | 536          | 9,45         |             |             |
|                          | Hervé Roberti            | LREM                     | DVC                      | 536          | 9,45         |             |             |
|                          | Anny Bauman              | DVG                      | DVG                      | 270          | 4,76         |             |             |
|                          | Djamal Benkherouf        | DVG                      | DVG                      | 270          | 4,76         |             |             |
|                          |                          |                          |                          |              |              |             |             |
| Suffrages exprimés       | Suffrages exprimés       | Suffrages exprimés       | Suffrages exprimés       | 5 670        | 96,35        | 5 715       | 93,80       |
| Votes blancs             | Votes blancs             | Votes blancs             | Votes blancs             | 130          | 2,21         | 251         | 4,12        |
| Votes nuls               | Votes nuls               | Votes nuls               | Votes nuls               | 85           | 1,44         | 127         | 2,08        |
| Total                    | Total                    | Total                    | Total                    | 5 885        | 100          | 6 093       | 100         |
| Abstention               | Abstention               | Abstention               | Abstention               | 16 028       | 73,14        | 15 835      | 72,21       |
| Inscrits / participation | Inscrits / participation | Inscrits / participation | Inscrits / participation | 21 913       | 26,86        | 21 928      | 27,79       |

### Canton de Noyon
| Candidats                | Candidats                | Partis                   | Nuance                   | Premier tour | Premier tour | Second tour | Second tour |
| Candidats                | Candidats                | Partis                   | Nuance                   | Voix         | %            | Voix        | %           |
| ------------------------ | ------------------------ | ------------------------ | ------------------------ | ------------ | ------------ | ----------- | ----------- |
|                          | Michel Guiniot           | RN                       | RN                       | 2 233        | 31,13        | 2 886       | 39,27       |
|                          | Nathalie Jorand          | RN                       | RN                       | 2 233        | 31,13        | 2 886       | 39,27       |
|                          | Corinne Achin            | SE                       | DVG                      | 2 025        | 28,23        | 4 463       | 60,73       |
|                          | Thibault Delavenne       | SE                       | DVG                      | 2 025        | 28,23        | 4 463       | 60,73       |
|                          | Fabien Barège            | PS                       | UG                       | 1 384        | 19,29        |             |             |
|                          | Anna Laredo              | DVG                      | UG                       | 1 384        | 19,29        |             |             |
|                          | Valérie Opat             | LR                       | DVD                      | 1 257        | 17,52        |             |             |
|                          | Bruno Pommier            | LR                       | DVD                      | 1 257        | 17,52        |             |             |
|                          | Joaquim Gomes            | DLF                      | DSV                      | 274          | 3,82         |             |             |
|                          | Véronique Roger          | DLF                      | DSV                      | 274          | 3,82         |             |             |
|                          |                          |                          |                          |              |              |             |             |
| Suffrages exprimés       | Suffrages exprimés       | Suffrages exprimés       | Suffrages exprimés       | 7 173        | 95,21        | 7 349       | 94,27       |
| Votes blancs             | Votes blancs             | Votes blancs             | Votes blancs             | 276          | 3,66         | 357         | 4,58        |
| Votes nuls               | Votes nuls               | Votes nuls               | Votes nuls               | 85           | 1,13         | 90          | 1,15        |
| Total                    | Total                    | Total                    | Total                    | 7 534        | 100          | 7 796       | 100         |
| Abstention               | Abstention               | Abstention               | Abstention               | 14 439       | 65,71        | 14 186      | 64,53       |
| Inscrits / participation | Inscrits / participation | Inscrits / participation | Inscrits / participation | 21 973       | 34,29        | 21 982      | 35,47       |

En 2022, Thibault Delavenne ancien membre du PRG, élu comme « indépendant » décide de siéger au sein du groupe majoritaire de droite du conseil départemental.

### Canton de Pont-Sainte-Maxence
| Candidats                | Candidats                | Partis                   | Nuance                   | Premier tour | Premier tour | Second tour | Second tour |
| Candidats                | Candidats                | Partis                   | Nuance                   | Voix         | %            | Voix        | %           |
| ------------------------ | ------------------------ | ------------------------ | ------------------------ | ------------ | ------------ | ----------- | ----------- |
|                          | Teresa Dias              | DVD                      | LR                       | 4 150        | 56,62        | 5 238       | 73,18       |
|                          | Arnaud Dumontier         | LR                       | LR                       | 4 150        | 56,62        | 5 238       | 73,18       |
|                          | Reynald Rossignol        | RN                       | RN                       | 1 713        | 23,37        | 1 920       | 26,82       |
|                          | Anita Roy                | RN                       | RN                       | 1 713        | 23,37        | 1 920       | 26,82       |
|                          | Pascale Dubois           | PCF                      | UG                       | 1 242        | 16,95        |             |             |
|                          | Didier Gaston            | PS                       | UG                       | 1 242        | 16,95        |             |             |
|                          | Daniel Bigorgne          | DLF                      | DSV                      | 224          | 3,06         |             |             |
|                          | Anne Sebire              | DLF                      | DSV                      | 224          | 3,06         |             |             |
|                          |                          |                          |                          |              |              |             |             |
| Suffrages exprimés       | Suffrages exprimés       | Suffrages exprimés       | Suffrages exprimés       | 7 329        | 96,78        | 7 158       | 94,04       |
| Votes blancs             | Votes blancs             | Votes blancs             | Votes blancs             | 163          | 2,15         | 332         | 4,36        |
| Votes nuls               | Votes nuls               | Votes nuls               | Votes nuls               | 81           | 1,07         | 122         | 1,60        |
| Total                    | Total                    | Total                    | Total                    | 7 573        | 100          | 7 612       | 100         |
| Abstention               | Abstention               | Abstention               | Abstention               | 14 991       | 66,44        | 14 952      | 66,26       |
| Inscrits / participation | Inscrits / participation | Inscrits / participation | Inscrits / participation | 22 564       | 33,65        | 22 564      | 33,74       |

### Canton de Saint-Just-en-Chaussée
| Candidats                | Candidats                | Partis                   | Nuance                   | Premier tour | Premier tour | Second tour | Second tour |
| Candidats                | Candidats                | Partis                   | Nuance                   | Voix         | %            | Voix        | %           |
| ------------------------ | ------------------------ | ------------------------ | ------------------------ | ------------ | ------------ | ----------- | ----------- |
|                          | Nicole Cordier           | DVD                      | DVD                      | 6 653        | 62,66        | 7 673       | 74,24       |
|                          | Frans Desmedt            | LR                       | DVD                      | 6 653        | 62,66        | 7 673       | 74,24       |
|                          | Brunella Cordova Arbulu  | RN                       | RN                       | 2 446        | 23,04        | 2 663       | 25,76       |
|                          | David Van Laecke         | RN                       | RN                       | 2 446        | 23,04        | 2 663       | 25,76       |
|                          | Justin Jouy              | PS                       | UG                       | 1 519        | 14,31        |             |             |
|                          | Dominique Lignier        | PCF                      | UG                       | 1 519        | 14,31        |             |             |
|                          |                          |                          |                          |              |              |             |             |
| Suffrages exprimés       | Suffrages exprimés       | Suffrages exprimés       | Suffrages exprimés       | 10 618       | 95,86        | 10 336      | 93,47       |
| Votes blancs             | Votes blancs             | Votes blancs             | Votes blancs             | 286          | 2,58         | 497         | 4,49        |
| Votes nuls               | Votes nuls               | Votes nuls               | Votes nuls               | 172          | 1,55         | 225         | 2,03        |
| Total                    | Total                    | Total                    | Total                    | 11 076       | 100          | 11 058      | 100         |
| Abstention               | Abstention               | Abstention               | Abstention               | 21 118       | 65,60        | 21 140      | 65,66       |
| Inscrits / participation | Inscrits / participation | Inscrits / participation | Inscrits / participation | 32 194       | 34,40        | 32 198      | 34,33       |

### Canton de Senlis
| Candidats                | Candidats                | Partis                   | Nuance                   | Premier tour | Premier tour | Second tour | Second tour |
| Candidats                | Candidats                | Partis                   | Nuance                   | Voix         | %            | Voix        | %           |
| ------------------------ | ------------------------ | ------------------------ | ------------------------ | ------------ | ------------ | ----------- | ----------- |
|                          | Jérôme Bascher           | LR                       | LR                       | 4 219        | 53,95        | 5 568       | 72,51       |
|                          | Corry Neau               | LR                       | LR                       | 4 219        | 53,95        | 5 568       | 72,51       |
|                          | Martine Bernard          | EÉLV                     | UGE                      | 1 805        | 23,08        | 2 111       | 27,49       |
|                          | Lucien Gerardin          | PS                       | UGE                      | 1 805        | 23,08        | 2 111       | 27,49       |
|                          | Maria-Cécilia Liebenguth | RN                       | RN                       | 1 796        | 22,97        |             |             |
|                          | Philippe Brossard        | RN                       | RN                       | 1 796        | 22,97        |             |             |
|                          |                          |                          |                          |              |              |             |             |
| Suffrages exprimés       | Suffrages exprimés       | Suffrages exprimés       | Suffrages exprimés       | 7 820        | 96,31        | 7 679       | 93,04       |
| Votes blancs             | Votes blancs             | Votes blancs             | Votes blancs             | 200          | 2,46         | 422         | 5,11        |
| Votes nuls               | Votes nuls               | Votes nuls               | Votes nuls               | 100          | 1,23         | 152         | 1,84        |
| Total                    | Total                    | Total                    | Total                    | 8 120        | 100          | 8 253       | 100         |
| Abstention               | Abstention               | Abstention               | Abstention               | 15 914       | 66,21        | 15 782      | 65,66       |
| Inscrits / participation | Inscrits / participation | Inscrits / participation | Inscrits / participation | 24 034       | 33,79        | 24 035      | 34,34       |

### Canton de Thourotte
| Candidats                | Candidats                | Partis                   | Nuance                   | Premier tour | Premier tour | Second tour | Second tour |
| Candidats                | Candidats                | Partis                   | Nuance                   | Voix         | %            | Voix        | %           |
| ------------------------ | ------------------------ | ------------------------ | ------------------------ | ------------ | ------------ | ----------- | ----------- |
|                          | Hélène Balitout          | PCF                      | COM                      | 4 128        | 49,56        | 5 161       | 65,80       |
|                          | Sébastien Nancel         | PCF                      | COM                      | 4 128        | 49,56        | 5 161       | 65,80       |
|                          | Pierre Bassoch           | RN                       | RN                       | 2 107        | 25,29        | 2 683       | 34,20       |
|                          | Mylène Troszczynski      | RN                       | RN                       | 2 107        | 25,29        | 2 683       | 34,20       |
|                          | Jean-Yves Bonnard        | DVD                      | DVD                      | 2 095        | 25,15        |             |             |
|                          | Christine Leheutre       | DVD                      | DVD                      | 2 095        | 25,15        |             |             |
|                          |                          |                          |                          |              |              |             |             |
| Suffrages exprimés       | Suffrages exprimés       | Suffrages exprimés       | Suffrages exprimés       | 8 330        | 95,89        | 7 844       | 91,71       |
| Votes blancs             | Votes blancs             | Votes blancs             | Votes blancs             | 240          | 2,76         | 502         | 5,87        |
| Votes nuls               | Votes nuls               | Votes nuls               | Votes nuls               | 117          | 1,35         | 207         | 2,42        |
| Total                    | Total                    | Total                    | Total                    | 8 687        | 100          | 8 553       | 100         |
| Abstention               | Abstention               | Abstention               | Abstention               | 15 356       | 63,87        | 15 490      | 64,43       |
| Inscrits / participation | Inscrits / participation | Inscrits / participation | Inscrits / participation | 24 043       | 36,13        | 24 043      | 35,57       |